# 닐 잭슨
닐 잭슨(Neil Jackson, 1976년 3월 5일 ~ )은 잉글랜드의 배우이다.

## 작품 목록

### 영화 출연
- 알렉산더 (2004)
- 플루토에서 아침을 (2005)
- 에너미 블렛 (2006, The Last Drop)
- The Thirst (2006)
- The Passage (2007)
- 007 퀀텀 오브 솔러스 (2008)
- Table for Three (2009)
- 푸시 (2009)
- 환상의 그대 (2010)
- True Bloodthirst (2012)
- 녹터널 애니멀스 (2016)
- 웰컴 투 마웬 (2018)
- 파이브 갤럭시스 (2019, 5 Galaxies)

### 영화 각본
- The Passage (2007)
- Star Crossed (2009)

### 텔레비전 출연
- 스타게이트 SG-1 (2005)
- 콜드 케이스 (2006)
- 블레이드 (2006)
- 내가 그녀를 만났을 때 (2007)
- CSI: 라스베가스 (2007)
- CSI: 마이애미 (2008)
- 스타게이트 아틀란티스 (2008)
- 메이크 잇 오어 브레이크 잇 (2009-12)
- 플래시포워드 (2010)
- 화이트 칼라 (2011)
- 슬리피 할로우 (2013-15)
- 오리지널스 (2017)
- 웨스트월드: 인공지능의 역습 (2018)
- 스타걸 (2020-22)